# خورخه لوکه
خورخه لوکه (انگلیسی: Jorge Luque؛ زادهٔ ۸ مارس ۱۹۸۱) بازیکن فوتبال اهل اسپانیا است.
از باشگاه‌هایی که در آن بازی کرده‌است می‌توان به باشگاه فوتبال کادیس، باشگاه فوتبال کوردوبا، باشگاه فوتبال خرز، و باشگاه فوتبال الچه اشاره کرد.